# Villeneuve-la-Comtesse
Villeneuve-la-Comtesse is een gemeente in het Franse departement Charente-Maritime (regio Nouvelle-Aquitaine) en telt 719 inwoners (1999). De plaats maakt deel uit van het arrondissement Saint-Jean-d'Angély.

## Geografie
De oppervlakte van Villeneuve-la-Comtesse bedraagt 16,0 km², de bevolkingsdichtheid is 44,9 inwoners per km².

## Verkeer en vervoer
In de gemeente ligt de spoorweghalte Villeneuve-la-Comtesse.
De onderstaande kaart toont de ligging van Villeneuve-la-Comtesse met de belangrijkste infrastructuur en aangrenzende gemeenten.

## Demografie
Onderstaande figuur toont het verloop van het inwonertal (bron: INSEE-tellingen).